# Торета (Потенца)
Торета је насеље у Италији у округу Потенца, региону Базиликата.
Према процени из 2011. у насељу је живело 184 становника. Насеље се налази на надморској висини од 836 м.